# Sara Thygesen
Sara Thygesen (* 20. Januar 1991 in Fredericia) ist eine dänische Badmintonspielerin. 

## Karriere
Sara Thygesen wurde bei der Junioren-Europameisterschaft 2009 Dritte im Mixed. Im gleichen Jahr belegte sie in dieser Disziplin Rang zwei bei den Turkey International. 2010 wurde sie dänische Juniorenmeisterin. Bei den Spanish International 2012 und den Denmark International 2012 wurde sie Dritte. 2012 gewann sie den nationalen dänischen Titel im Mixed.

## Sportliche Erfolge
| Saison    | Veranstaltung                                    | Disziplin   | Platz | Name                                            |
| --------- | ------------------------------------------------ | ----------- | ----- | ----------------------------------------------- |
| 2009      | Junioren-Europameisterschaft                     | Mixed       | 3     | Morten Skrøder Bødskov / Sara Thygesen          |
| 2009      | Türkei: Internationale Meisterschaften           | Mixed       | 2     | Tore Vilhelmsen / Sara Thygesen                 |
| 2009/2010 | Dänemark: Einzelmeisterschaften der Junioren U19 | Mixed       | 1     | Jakob Staael, Højbjerg / Sara Thygesen, Erritsø |
| 2014      | Dutch International                              | Mixed       | 1     | Niclas Nøhr / Sara Thygesen                     |
| 2023      | Irish Open                                       | Damendoppel | 1     | Maiken Fruergaard / Sara Thygesen               |
| 2024      | Dänische Meisterschaft 2024                      | Damendoppel | 1     | Maiken Fruergaard / Sara Thygesen               |
| 2024      | Scottish Open                                    | Damendoppel | 1     | Debora Jille / Sara Thygesen                    |